# Corteza motora primaria
La corteza motora primaria (o M1) es una región cerebral que en los seres humanos se encuentra en el sector posterior del lóbulo frontal. Trabaja conjuntamente con las áreas premotoras para planificar y ejecutar los movimientos. Contiene neuronas de gran tamaño conocidas como células de Betz, cuyos largos axones descienden hacia la médula espinal para establecer sinapsis con las motoneuronas alfa, que a su vez están conectadas a los músculos.

## Anatomía

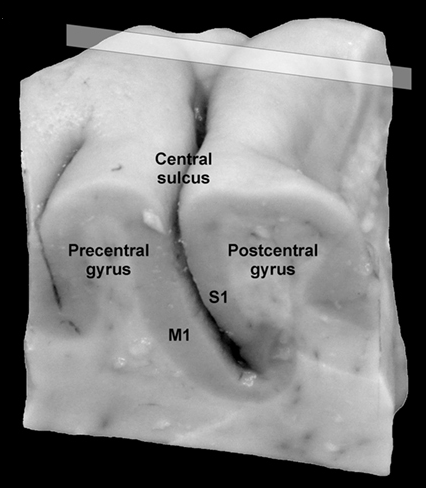
Corteza motora primaria marcada como (M1) en la cara posterior del giro Precentral. Surco central (Central sulcus) o de Rolando en el centro.

La corteza motora primaria (M1) se ubica en la parte dorsal (posterior) de la circunvolución precentral y por delante del surco central (o cisura de Rolando) de cada lóbulo frontal. 

El giro precentral tiene su límite anterior en el surco precentral, que limita inferiormente con el surco lateral (o cisura de Silvio). En su parte media linda con la circunvolución paracentral. En la clasificación de áreas de Brodmann, esta región correspondería al área 4 (BA 4).
La corteza M1 está irrigada en sus dos tercios laterales por la arteria del surco  Central (o de Rolando), que es rama de la arteria cerebral media (CMA en inglés). El tercio medial (superior interno) de la corteza motora primaria M1, está irrigado por la arteria frontal interna posterior (PIFA en inglés), que es rama de la arteria cerebral anterior (ACA en inglés).  En algunos casos el tercio medial (superior interno) de la M1 es irrigado por la arteria Paracentral rama de la ACA.

### Mecanismos de actuación
La corteza motora primaria (M1), está interconectada con otras regiones cerebrales en dos sentidos. Por una parte, envía la información necesaria (eferencias), para poner en marcha los movimientos voluntarios y por otra parte, recibe información sensorial (aferencias) desde diversos centros cerebrales que sirve como retroalimentación para mejorar la planificación y ejecución de movimientos.

### Eferencias

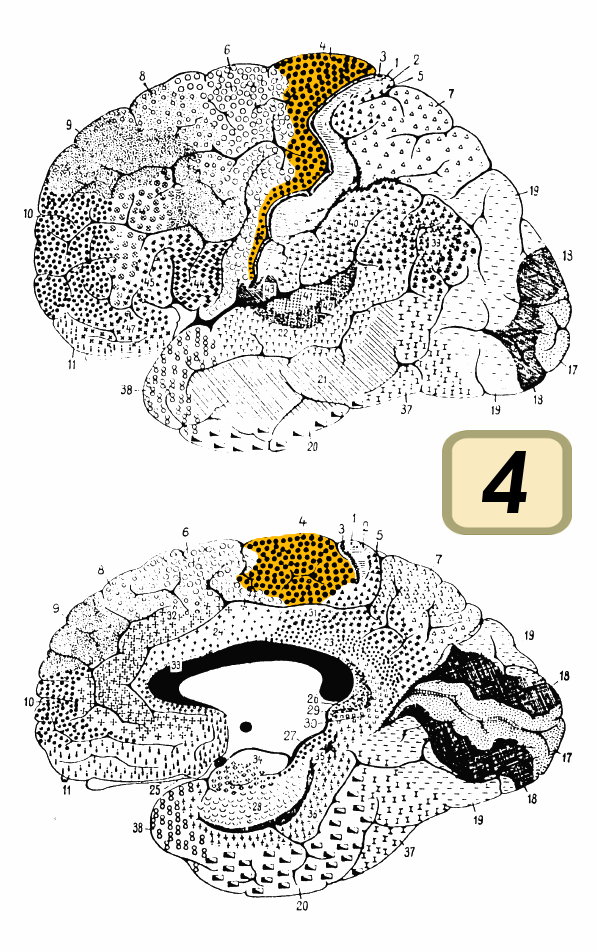
Corteza motora primaria M1 en naranja, en el sector posterior del giro precentral. Corresponde al área de Brodmann 4 (BA 4) debido a su arquitectura celular.

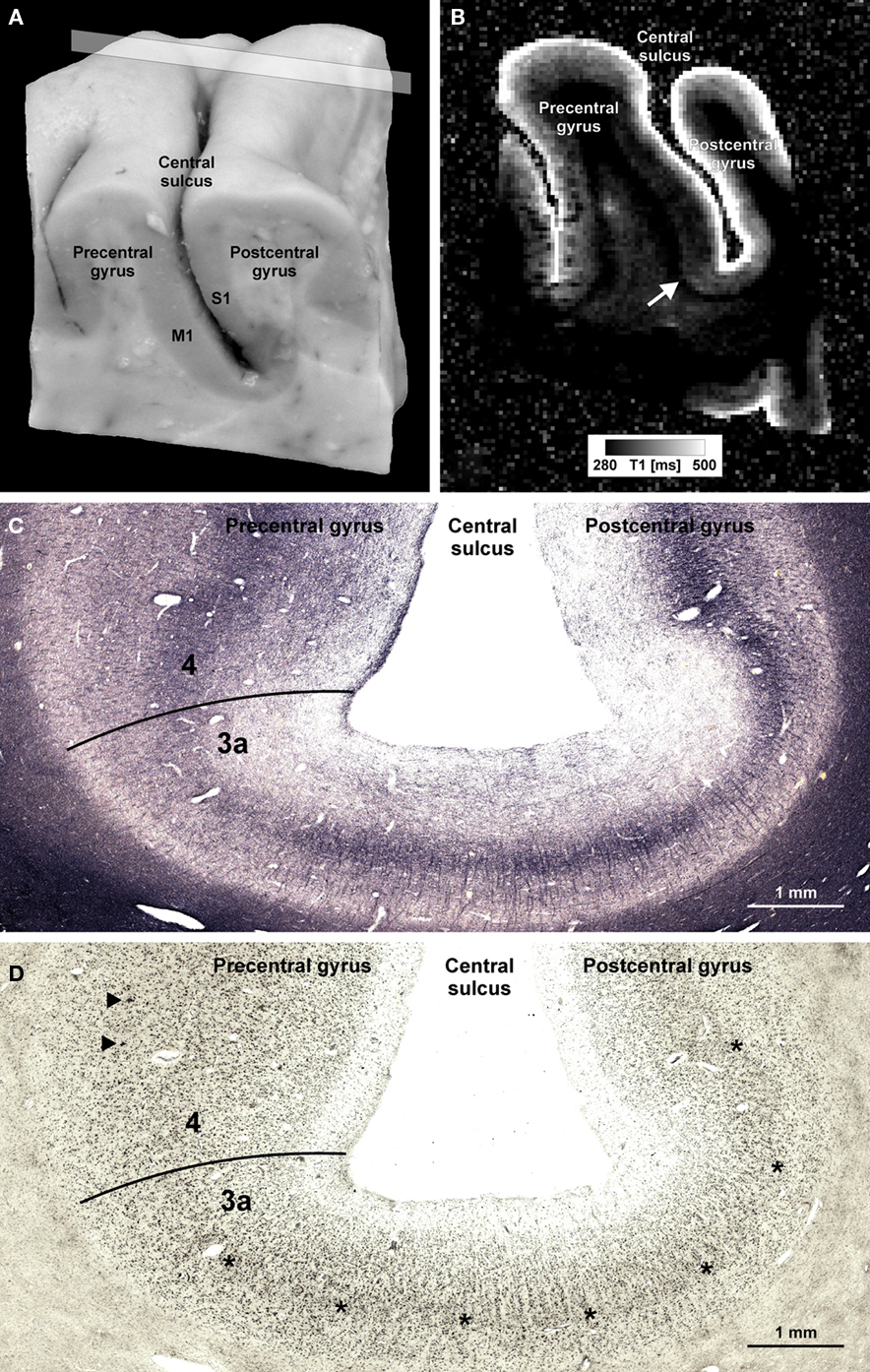
Corteza motora primaria M1 o área 4 (BA 4) dentro del giro Precentral (Precentral gyrus).
Fotografías centro y abajo, se marca el área 4 (izquierda arriba). Se marca el límite con la zona 3a (ubicada a la derecha).

De las seis capas de células que la conforman, en la corteza motora primaria predominan las capas I, III y V. Estas capas están formadas por los cuerpos celulares de las neuronas motoras.

La capa piramidal interna (capa V) de la corteza precentral contiene neuronas piramidales gigantes llamadas células de Betz, con somas de entre 70 y 100 micrómetros, que envían sus largos axones en dos direcciones: hacia los núcleos motores contralaterales de los nervios craneales, y hacia las motoneuronas inferiores del asta ventral de la médula espinal. Estas son las neuronas de proyección, y sus axones forman el tracto corticoespinal, que es la principal aferencia que parte desde la corteza motora primaria. Este tracto es el que posibilita el control de la corteza sobre los grupos musculares distales. En el control de estos músculos interviene la interacción con las motoneuronas alfa, gamma y beta, así como con las interneuronas que posibilitan los procesos de inhibición de motoneuronas antagonistas. Además, en el control de los movimientos también participan los sistemas descendientes del tronco del encéfalo: el haz rubroespinal y los haces vestibuloespinales y reticuloespinales.
El tracto corticoespinal o piramidal sigue la siguiente ruta: los axones atraviesan la sustancia blanca y se van uniendo progresivamente hasta formar parte de la cápsula interna. Atravesando los ganglios basales, llegan al tronco del encéfalo. En este punto, la mayor parte de las fibras nerviosas cruzan hacia el lado contralateral en el bulbo raquídeo (lo que se conoce como decusación piramidal). Así, forman el tracto corticoespinal lateral, que desciende por la médula espinal y termina en las motoneuronas e interneuronas mencionadas con anterioridad. Pero también existe un pequeño número de fibras que al llegar al tronco del encéfalo no cruzan al otro lado, descendiendo homolateralmente y conformando el tracto corticoespinal ventral. No obstante, muchas de estas fibras acaban cruzando a la parte contralateral a lo largo de su descenso por la médula espinal.
En su tramo final, el tracto corticoespinal puede establecer sinapsis con las interneuronas de la médula espinal, con lo que se controla el movimiento de grandes grupos musculares, o bien pueden establecer monosinapsis con las motoneuronas, mediante las que se controlan movimientos más finos, como el de los dedos de las manos. Así, el tracto corticoespinal es el encargado de controlar los movimientos del tronco y las extremidades.
Existe otra vía de control que sale desde la corteza motora, que en lugar de dirigirse a las motoneuronas e interneuronas de la médula espinal, se dirige a las motoneuronas del tronco del encéfalo, y controla los movimientos de la cabeza y la cara. Es el llamado tracto corticobulbar, y llega principalmente a los núcleos trigémino, facial, hipogloso y ambiguo.
Además de estas dos rutas directas (corticoespinal y corticobulbar), la corteza motora puede controlar indirectamente la ejecución de movimientos mediante los fascículos córtico-rubral (que termina en el núcleo rojo) y córtico-reticular (que desemboca en la formación reticular).

### Aferencias
La corteza motora no sólo envía información a los músculos; también recibe información de otros centros que ayudan a planificar y ejecutar los movimientos con mayor precisión. Así, recibe información propioceptiva desde la corteza somatosensorial primaria. También recibe aferencias desde la corteza parietal, concretamente desde aquellas áreas que sirven como centros de integración de la información procedente de los sentidos. Además, la corteza motora primaria recibe proyecciones corticales de la corteza premotora.
La corteza motora primaria también recibe aferencias procedentes de los núcleos talámicos: el núcleo ventral posterolateral, núcleo ventrolateral y el núcleo ventral anterior. Estos núcleos sirven como punto de relevo para traer hasta la corteza la información que llega desde la periferia (mediante la vía espinotalámica) y desde el cerebelo (mediante los núcleos cerebelosos).

## El homúnculo de Penfield

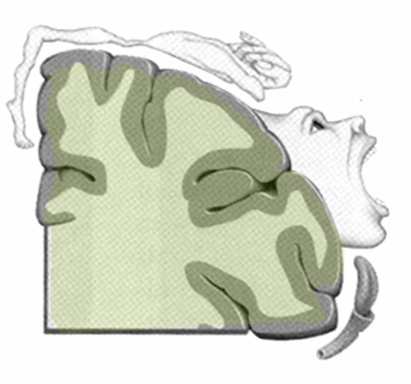
Representación del homúnculo motor sobre la corteza motora del hemisferio derecho. Puede apreciarse que el tamaño relativo de corteza asociada a la cara, lengua y manos es mayor que el que corresponde al resto del cuerpo.

En los años 50, Wilder Penfield realizó una serie de experimentos realizados en pacientes que iban a someterse a neurocirugía. Estimulando eléctricamente diversas partes de la corteza cerebral (principalmente las cortezas motora y premotora) Penfield comprobó que se producían movimientos en diversas partes del cuerpo en función de las áreas corticales que eran estimuladas. Con estos datos, elaboró un mapa topográfico de la corteza en el que estaban representadas las partes del cuerpo asociadas a cada región. Peinfield sintetizó sus descubrimientos mediante la representación gráfica de las diversas partes del cuerpo que estaban relacionadas con las diferentes áreas cerebrales. El resultado de esta representación se denominó homúnculo de Penfield, "homúnculo" o "persona pequeña", y llama la atención por su desproporción. El homúnculo motor presenta algunas partes del cuerpo mucho más desarrolladas que otras, principalmente las manos, los dedos, los labios y la lengua; mientras que las piernas, el tronco y los brazos tienen una representación mucho menor. Esto significa que existe una representación cortical mucho mayor de aquellos músculos o grupos musculares que requieren un control voluntario más fino.